# God of War Ragnarök
God of War Ragnarök è un videogioco d'avventura e azione sviluppato da Santa Monica Studio e pubblicato da Sony Interactive Entertainment. È stato pubblicato il 9 novembre 2022 per PlayStation 4 e PlayStation 5 e il 19 settembre 2024 per Microsoft Windows. È il nono capitolo della serie God of War e il sequel di God of War del 2018. Liberamente ispirato alla mitologia norrena, il gioco è ambientato nell'antica Scandinavia e vede il protagonista Kratos e suo figlio adolescente Atreus. Finale dell'era norrena della serie, il gioco percorre il Ragnarök, una serie di eventi che portarono alla fine dei giorni, e rappresenta la morte di diversi dei norreni, il quale è stato predetto nel precedente gioco dopo che Kratos ha ucciso il dio Æsir Baldur.
Il 31 maggio 2024, è stata annunciata una versione per Microsoft Windows.

## Trama
Il gioco è ambientato circa tre anni dopo gli eventi del precedente capitolo. Kratos e Atreus sopravvivono al Fimbulwinter insieme a Mimir, ma Atreus, dopo aver scoperto di essere un gigante, desidera esplorare il mondo alla ricerca di risposte circa la sua identità Jotunn di Loki, tuttavia Kratos glielo impedisce per timore di una guerra contro Asgard. Di ritorno da una battuta di caccia, i tre riescono a fuggire da un attacco di Freya, in cerca di vendetta per la morte del figlio Baldur, grazie a un incantesimo di protezione lanciato da Atreus. Ritornati a casa, Atreus assiste alla morte del suo lupo Fenrir, e involontariamente lancia una magia che sembra trasferire nel suo pugnale l'anima dell'animale, poi lo seppellisce e scompare nel nulla. Kratos e Mimir, preoccupati per il mancato ritorno del ragazzo, si recano a cercarlo. Durante la ricerca si imbattono nell'orso Björn, il quale si rivela essere Atreus stesso, trasformato. Padre e figlio, tornati a casa, ricevono la visita di Thor e Odino, i quali chiedono al ragazzo di interrompere la sua ricerca di Týr e offrono in cambio a Kratos la pace e la cessazione degli attacchi di Freya. Kratos, non tollerando l'imposizione, rifiuta ed è costretto ad affrontare Thor, che cerca vendetta per la morte dei suoi figli e suo fratello, mentre Odino resta in casa e discute privatamente con Atreus, invitandolo ad Asgard. L'ascia Leviatano contrasta efficacemente il Mjolnir e Thor, soddisfatto dallo scontro, se ne va. Kratos si precipita a casa grazie all'aiuto dei nani fratelli Brok e Sindri, tuttavia è indispettito per le azioni di Atreus. Lo Jotunn chiede al padre e a Mimir di seguirlo e li conduce presso un altare Jotunn vicino la loro casa. Lì, apre un portale accessibile solo ai giganti e mostra che i lupi Sköll e Hati (incatenati da Odino per avere più controllo sul Ragnarök) sono stati liberati dai giganti a Vanaheim e che Týr guiderà l'esercito che affronterà gli Aesir durante il crepuscolo degli dei.
Così i tre si recano nelle miniere di Svartalfheim e riescono a liberare Týr, tuttavia quest'ultimo si rifiuta di entrare in guerra contro Asgard e i quattro tornano a casa di Sindri, costruita nel regno fra i regni. Mentre Kratos si riposa, Atreus, accompagnato da Sindri, si reca a Midgard, da Jörmungandr, che gli rivela di cercare il "Bosco di Ferro". Poi si reca da Freya per cercare la pace, ma la dea rifiuta. Lungo la strada del ritorno, il nano confida ad Atreus di un incidente alla forgia risultato fatale per Brok, e che a causa della sua incapacità di rimanere da solo, Sindri lo ha riportato in vita recuperando tre delle quattro parti che compongono l'anima.
Tornati a casa di Sindri, il ragazzo si riunisce al padre e a Týr, il quale suggerisce di cercare chiarimenti in un altare Jotunn, ad Alfheim. Giunti nel regno degli elfi chiari, raggiungono l'altare ed entrano nel portale aperto da Atreus e scoprono che il Ragnarök porterà alla morte di Odino e alla distruzione della sola Asgard, permettendo ai regni rimanenti di prosperare; tuttavia Atreus trova nuovamente il rifiuto di Týr di condurre l'esercito che marcerà contro Asgard.
Tornati a casa di Sindri, Atreus riesce a viaggiare fino al regno di Jotunheim. Qui, incontra la giovane gigantessa Angrboda, la quale gli racconta la sua storia, la sua missione e la profezia che vede Kratos perire tra le braccia del figlio a causa di Thor e Atreus allearsi con Odino ad Asgard. Lì, Atreus impara a gestire parte del suo potere di mutaforma, trasformandosi in un lupo, e aiuta la sua nuova amica a distruggere un calderone custodito dalla nonna di lei, sperando possa aiutarla a liberarsi del suo tormento per aver perduto il figlio. Prima di tornare a casa, la gigantessa gli mostra delle sfere, spiegandogli che i giganti non si sono estinti, ma hanno nascosto le loro anime in quelle sfere sparse per tutti i regni, allo scopo di nascondersi da Odino. Si scopre così che tutti i cadaveri dei giganti che si vedono a Jotunheim sono in realtà delle illusioni per mascherare il bosco di ferro dove vive Angrboda. Prima di congedarsi la giovane gigantessa, strappa al ragazzo la promessa di mantenere l'incontro segreto. 
Atreus torna a casa a Midgard e mentre sta per tornare a casa di Sindri, viene raggiunto da un arrabbiato Kratos, il quale lo accusa di essersi recato ad Asgard. In quel momento, i due vengono aggrediti da una valchiria che si rivela essere Freya. Nel tentativo di impedire alla dea di aggredire il padre, Atreus si trasforma in un orso e cerca di uccidere la donna, ma viene fermato da Kratos. Mentre Atreus, Brok e Sindri tornano a casa di quest'ultimo, Freya intima a Kratos e Mimir di aiutarla a raggiungere Vanaheim e di distruggere l'incantesimo lanciato da Odino per tenerla imprigionata a Midgard. Raggiunto il regno dei Vanir, e incontrati nuovi alleati guidati da Freyr, gemello della dea, i tre distruggono l'incantesimo dopo aver ucciso il serpente Níðhöggr.
Nuovamente libera, Freya, pur soffrendo ancora per la morte del figlio, comprende che Odino è il vero nemico e responsabile, così stringe una nuova alleanza col Fantasma di Sparta e il figlio, tornando tutti insieme a casa di Sindri. Kratos e Atreus hanno una discussione molto accesa, che vede il primo accusare il figlio di mentirgli e di essersi recato ad Asgard, e il secondo accusare il padre di non fidarsi più di lui. In preda alla rabbia, il ragazzo si trasforma in un orso, ferisce Sindri, giunge a Midgard e cerca riparo dal freddo alla casa abbandonata di Freya.
Desideroso di impedire la sorte destinata al padre, Atreus viene raggiunto dal corvo Huginn, e con questo raggiunge Asgard. Qui, Atreus scala le mura di Hrimthur e incontra il guardiano Heimdall, il quale vuole uccidere il ragazzo, in quanto comprende il desiderio di questo di tradire Odino, tuttavia viene fermato da Thor. Il Padre degli Dei raggiunge i tre, felice della scelta del gigante di recarsi nel regno degli Aesir e accompagna Atreus nella stanza di Modi, dove conosce Thrud e Sif, rispettivamente figlia e moglie di Thor. Odino chiama il ragazzo nel suo studio e lo accompagna nella sua biblioteca privata, dove racconta di una crepa creatasi dall'uccisione di Ymir che custodice tutte le risposte e tutte le verità, e gli mostra una maschera che permette di guardarvi attraverso. Atreus riesce a tradurre la lingua scritta sul frammento di maschera, e si reca accompagnato da Thor nel regno di Muspelheim. Qui, riesce a trovare un altro frammento della maschera e i due tornano ad Asgard.
Nel frattempo, Kratos, accompagnato da Mimir e Freya, giunge a Midgard nel tentativo di trovare le Norne e farsi rivelare il destino che attende al figlio. Queste gli confermano la veridicità della profezia che Kratos trovò a Jotunheim quando giunse con Atreus per spargere le ceneri della moglie, e gli rivelano che il figlio verrà ucciso da Heimdall. Così Kratos decide di uccidere Heimdall prima che questo possa stroncare la vita di Atreus e, insieme a Brok si reca nel regno dei nani, dalla Signora della Forgia, per forgiare la lancia Draupnir. Purtroppo, l'incontro permette a Brok di scoprire la sua natura di resuscitato, in quanto a causa di un incidente risultatogli fatale, Sindri ha recuperato dal Lago delle Anime ad Alfheim tre dei quattro pezzi che compongono la sua anima. Sulla strada del ritorno, Kratos e Mimir vengono intercettati da Odino e i tre cominciano a parlare della possibilità di evitare il Ragnarök. Lo spartano chiede a Odino di restituirgli suo figlio, tuttavia il Padre di tutti si rifiuta, e dopo aver insultato e minacciato lo spartano fa ritorno ad Asgard, mentre Kratos riprende il cammino verso casa di Sindri.
Contemporaneamente, Atreus decifra la scritta sul secondo frammento recuperato della maschera e suppone che il frammento mancante si trova a Helheim. Odino invia Atreus nel regno dei morti e lo fa accompagnare da Thrud e Heimdall. Qui, seguendo l'energia mistica della maschera, raggiunge il luogo in cui è incatenato il lupo Garm e lo libera. Purtroppo la liberazione di Garm comporta gravissime conseguenze nei nove regni, in quanto il lupo ha il potere di distruggere il tessuto stesso dei regni. Ritornati ad Asgard, Atreus chiede al Padre di Tutti di tornare da suo padre. Riconciliatisi, padre e figlio tornano a Helheim e affrontano Garm, il quale ha già aperto delle fratture nei nove regni, uccidendolo, ma purtroppo, sulla strada del ritorno, i due vengono attaccati nuovamente dal redivivo lupo. Così Atreus tenta sul lupo una magia già usata durante il suo soggiorno a Jotunheim su un serpente, e riesce a domarlo. Infatti nel lupo è stata inserita l'anima di Fenrir, il quale torna in vita di grandi dimensioni e, grazie ai poteri di Garm, apre un portale fra i regni e torna a casa a Midgard. I due, tornati a casa dei nani, decidono di recarsi a Vanaheim in soccorso di Freya e Freyr, catturato dalle forze degli Aesir. Qui, Kratos e la donna vengono rallentati da un sopraggiunto Heimdall, così lo scontro tra il guardiano degli Aesir e il Fantasma di Sparta comincia. Kratos riesce a sconfiggere Heimdall grazie alla lancia Draupnir, ma purtroppo, alla fine è costretto a ucciderlo poiché quest'ultimo si rifiuta di arrendersi. Terminato lo scontro, lo spartano raccoglie il corno Gjallarhorn e si riunisce al gruppo del figlio, dove riesce a fare breccia tra le forze di Asgard e trarre in salvo Freyr. Il gruppo, ritornato ancora a casa di Sindri decide di mandare Atreus di nuovo ad Asgard come spia, per scoprire quante più informazioni possibili sulla maschera e sottrarla ad Odino.
Tornato ad Asgard, il ragazzo comprende l'indizio sulla maschera e viene incaricato da Odino di recarsi a Niflheim e di trovare Thor. Atreus riesce a trovare Thor con l'aiuto di Thrud in una taverna in evidente stato di ebbrezza. Dopo aver distrutto la taverna durante una rissa, Atreus e Thrud riescono a portare Thor fuori dal locale e Atreus cerca di aiutare un dio del tuono emotivamente provato dalle delusioni di moglie e figlia nei suoi confronti e dalle continue mancanze di rispetto da parte del Padre di Tutti. Giunti nel regno di ghiaccio, i due riescono a trovare il frammento mancante e Thor salva Atreus da una caduta fatale. In quel momento giunge prima Odino, poi Sif accompagnata da due Valchirie, le quali informano il Padre di Tutti che il responsabile della morte di Heimdall è Kratos, e per timore che Thrud possa seguire la stessa sorte toccata a Magni e Modi, Sif chiede a Thor di uccidere Kratos e Atreus. Quest'ultimo riesce a tornare sano e salvo con la maschera dal padre grazie a un incantesimo di Sindri. Così i due, insieme a Mimir, Brok, Sindri, Freya, Freyr e Týr decidono di usare la maschera per fare in modo che Odino non ottenga le risposte che cerca da tutta la vita, e Týr si offre di guidarli in quella missione attraverso un passaggio segreto verso Asgard. In quel momento, però, Brok nota un cambiamento nel dio della guerra norreno che non lo convince, ma quando il nano incalza il dio per ottenere più informazioni, l'altro lo pugnala e la verità viene a galla: dietro a Týr c'è sempre stato Odino, il quale ha assunto le sembianze di suo figlio per spiare il gruppo dello spartano. Quando il dio prende in ostaggio Atreus, Freya e Sindri si occupano di prestare le cure a Brok, mentre Freyr e Kratos affrontano Odino, il quale chiede la restituzione della maschera. Freyr decide di consegnarli la maschera, ma quando Odino sta per fuggire, Kratos lo attacca con la lancia, riuscendo a strappargli dalle mani la maschera.
Impotente, il gruppo assiste alla morte di Brok, il quale perdona Sindri per avergli mentito per tutto quel tempo e per non avergli motivato la sua decisione e spira fra le braccia del fratello e Sindri scompare col corpo del nano blu. Kratos e Atreus raggiungono Sindri nel tempio di Týr, il quale decide di abbandonare i due, accusandoli della morte del fratello. Padre e figlio decidono che è arrivato il momento di entrare in guerra contro Odino e si riuniscono al gruppo a casa di Sindri. Qui, Freyr e Freya, accompagnati da Mimir, si dividono per formare un esercito con le forze di Vanaheim, Alfaheim, Helheim e le valchirie ribellatesi a Odino, un ritrovato Sindri si offre di formare un esercito di nani, mentre Kratos e Atreus si recano a Muspelheim da Surtr per convincerlo ad unirsi al loro esercito. Dopo un iniziale rifiuto, questo decide di aiutare i due, trasferendo il suo potere nelle lame di Kratos e, alla sua richiesta, lo spartano lo pugnala al cuore, che è in realtà quello dell'amata Sinmara. In questo modo, dall'unione dei due giganti, si genererà il colosso Ragnarök, che aiuterà il gruppo nella distruzione di Asgard.
Completata la formazione dell'esercito, il gruppo (senza Sindri) si riunisce nel tempio di Týr e Kratos (nominato Generale dell'Esercito) suona il corno di Heimdall, dando inizio alla guerra contro Asgard. Giunti nel regno di Odino, alla battaglia si uniscono anche Ragnarök, Angrboda con Fenrir nel corpo di Garm, Sköll e Hati, i lupi del sole e della luna e Jörmungandr (che si rivela essere il serpente nel quale Atreus aveva messo l'anima di un gigante nel Bosco di Ferro, e da là si intuisce l'origine dell'astio della creatura nei confronti di Thor, a causa dei molti giganti da lui trucidati), il quale tiene impegnato Thor, ma di Sindri e dei nani nessuna traccia. Kratos e Freya giunti nei pressi della torre di Svartalfheim vengono raggiunti da Sindri, il quale con un'arma di sua invenzione, riesce a penetrare le mura che circondano la città degli Aesir. Al gruppo si aggiungono anche Thrud, la quale aiuta Atreus nel salvare quanti più innocenti possibile, e Sif. Nel frattempo lo scontro tra il serpente del mondo e il dio del tuono è talmente violento che scuote le fondamenta di Yggdrasill spedendo il serpente indietro nel tempo. Senza il pericolo del serpente, Thor si lancia contro Kratos in un maestoso scontro finale di fronte alla casa di Odino. Kratos riesce a sconfiggere Thor, ma decide di non ucciderlo, invitandolo a cambiare e unirsi a loro. Purtroppo in quel momento giunge Odino, il quale ordina al figlio di uccidere lo spartano. Dinanzi all'ultima mancanza di rispetto, Thor decide di ribellarsi, trovando la morte per mano del suo stesso padre. Alla morte del dio del tuono assiste Thrud la quale, nel tentativo di afferrare Mjölnir, viene colpita dal Padre di Tutti. Così inizia l'epica battaglia finale tra il Fantasma di Sparta con suo figlio contro Odino. Lo scontro è molto acceso e i tre precipitano nella biblioteca privata del Padre degli Dei, dove si aggiunge anche Freya, la quale in un ultimo attacco, sfrutta una corda (recuperata durante il viaggio verso le Norne) con cui Odino si è impiccato per conoscere i segreti della morte, ancora ricolma di una magia deleterea per il dio. Atreus decide di distruggere la maschera che avrebbe permesso di ottenere una conoscenza virtualmente illimitata e la verità sulla creazione stessa. Odino si lancia in un ultimo disperato attacco, venendo però sconfitto. Atreus chiede per l'ultima volta a Odino di lasciarsi alle spalle le sue ossessioni che lo hanno portato alla distruzione sua e della sua famiglia, ma il re di Asgard rifiuta e con rammarico, grazie alla magia Jotunn, Atreus estrae l'anima di Odino (si scopre così che l'individuo nell'affresco che mostrava Atreus tenere fra le braccia una persona, estraendogli l'anima, non era Kratos come si era creduto all'inizio, bensì Odino), la racchiude in una biglia e la consegna Kratos; questi consegna la biglia a Freya, avendogli promesso che non avrebbe interferito fra le sue scelte. La dea dichiara di essere finalmente libera e decide infine di restituirla al ragazzo, ma in quel momento giunge Sindri che distrugge l'anima di Odino, uccidendolo. Risolta la battaglia si presenta il problema della furia incontrollata di Ragnarök, il quale cerca di distruggere Asgard. Per concedere ai suoi alleati il tempo necessario per fuggire, Freyr decide di sacrificarsi, rimanendo ad Asgard, mentre il mostro affonda la sua spada nel cuore del regno, distruggendolo. In soccorso dei tre guerrieri, giungono Angrboda e Fenrir, il quale sfrutta i poteri di Garm e apre uno squarcio che permette a tutti di fuggire. Atreus si risveglia a Midgard e parte alla ricerca del padre. Lungo la strada, si incrocia con le Valchirie, Thrud e Sif, gli alleati di Vanaheim, di Alfheim, Freya, Angrboda, Fenrir e Mimir. Dopo poco riesce a trovare il padre al quale gli mostra un altare nascosto dove viene mostrata la storia di Kratos e Atreus. Giunti alla fine del viaggio, il ragazzo chiede al padre di poter partire per un viaggio da solo alla ricerca delle sfere con le anime dei giganti rimasti nei regni sopravvissuti al Ragnarök, per poter riportare in vita la sua gente. Kratos acconsente, promettendogli che aspetterà il suo ritorno senza mai dimenticarlo, e assiste alla partenza del figlio, ritenendolo oramai pronto ad affrontare i pericoli del mondo da solo.
Nell'epilogo, Kratos trova un altro altare, alle spalle di quello che ha visto insieme al figlio, dove osserva commosso lui prestare soccorso nei Nove Regni e venendo adorato non più come un dio della guerra, ma come dio della pace. Così, assieme al fidato amico Mimir e a Freya, si mette in viaggio per riportare l'equilibrio nei regni. Il Campione citato nelle profezie dei Giganti, si scopre così essere Kratos.

### Finale segreto:Funerale vichingo
Qualche tempo dopo il Ragnarök, gli amici di Brok si riuniscono a Svartalfheim per il suo funerale. Anche Kratos, Freya e Mimir vi partecipano, ma notano subito l'assenza di Sindri. Quando tutto è pronto per le esequie, il nano riappare dal nulla e spinge in mare la barca con la salma del fratello; Freya gli tributa il massimo onore incendiando la pira funeraria con una freccia. Kratos cerca di consolare Sindri ma questi, ritenendo ancora lui e Atreus colpevoli della morte di Brok, rifiuta con sdegno prima di sparire nel nulla, stavolta per sempre. Mimir ricorda allora un indovinello postogli da Brok tempo prima, che lui non era riuscito a risolvere: "Cos'è che più ne togli più grande diventa?". Con amarezza, Mimir constata che la risposta era "un buco", come quello instauratosi tra Sindri e la famiglia di Kratos.

### Valhalla
Mesi dopo la partenza di Atreus, i Nove Regni continuano lentamente a ricostruire, dopo la fine del Ragnarök e la morte di Odino. Freya diventata la nuova regina, invita Kratos a unirsi a lei e agli altri dei rimasti, per costruire un nuovo Pantheon che proteggerà e governerà saggiamente Midgard. Freya e Kratos hanno rafforzato i loro legami, comprendendosi meglio. Allo spartano è offerto il nuovo trono di dio della guerra, ma egli è ancora turbato dai vecchi ricordi del suo passato nella Grecia, soprattutto all'inebriante potere che gli diede a suo tempo, il trono di Ares. Giorni dopo Kratos riceve una misteriosa lettera che lo invita ad andare in un luogo particolare. Giunti su un’isola immersa nella nebbia, Mimir stesso ammette di non esserci mai stato. In seguito scopriranno che quel luogo è il Valhalla e che esso materializza i luoghi dove Kratos è stato. In aiuto dei due giungono Freya e le Valchirie, avvertendoli che il Valhalla ha una sua volontà e che mette alla prova coloro che vi entrano. Solo le Valchirie sono immuni alla sua influenza, poiché guidano le anime degli eroi per fargli raggiungere l'aldilà. Kratos e Mimir decidono di entrare e di affrontare le prove per scoprire chi gli ha inviato la lettera; in alcune prove nell'illusione la testa di Mimir passa a quella di Elio, il dio del sole ucciso brutalmente da Kratos durante la battaglia finale contro Zeus. Si scopre così che chi inviò la lettera a Kratos, è il vero Týr, presente anche lui nel Valhalla per mettere alla prova il vecchio spartano. Týr intende lasciare il trono di dio della guerra, poiché ormai nessuno a Midgard si ricorda di lui e nell'essere stato imprigionato da Odino, non ha potuto salvare la gente che invocava il suo aiuto. Kratos ora è acclamato e venerato da tutti i mortali, per la vittoria finale del Ragnarök e la sconfitta di Odino. Týr sfida a duello Kratos, facendosi raccontare quello che fece nella sua vecchia vita, per aiutarlo a fargli capire di ciò che era stato necessario fare e di come ora lui non sia più lo stesso e che sia cambiato. Rammentandogli soprattutto quello che fece per salvare i mortali della Grecia donando a tutti loro la speranza quando si trafisse con la spada dell'Olimpo. L'ultima prova, mostra Kratos davanti a un suo io più giovane seduto sul trono di Ares. Kratos parla a sé stesso, ammettendo che erano stati dei mostri sanguinari che uccisero e distrussero molte cose, ma infine capisce che in realtà egli era molto di più di quello che appariva. Kratos si siede così sul suo vecchio trono, diventando non un nuovo dio della guerra, ma il dio della speranza, accettando così l'invito di Freya.

## Modalità di gioco
Il giocatore controlla il personaggio di Kratos in combattimenti basati su combo e elementi di giochi rompicapo. Le principali armi di Kratos sono un'ascia da battaglia magica, chiamata Leviatano, e le sue distintive lame a doppia catena, le Lame del Caos. Utilizza anche uno scudo, chiamato Scudo del Guardiano nel precedente gioco. Il Leviatano è infuso con ghiaccio elementale magico e può essere lanciato ai nemici e richiamato in modo simile al martello Mjölnir di Thor. Le Lame del Caos, infuse con fuoco elementale magico, sono un paio di lame legate a delle catene che possono oscillare in modi diversi. Un nuova meccanica di Ragnarök per le lame è quella in cui possono essere utilizzate come rampino per attraversare baratri ma anche per lanciare oggetti contro gli avversari. Entrambe le armi hanno attacchi leggeri e pesanti e possono essere migliorate con le rune per permettere attacchi magici runici, con uno spazio dedicato a quelli leggeri e uno a quelli pesanti. Il pulsante triangolo sul controller è stato sostituito in Ragnarök. Nel precedente gioco il pulsante era usato per richiamare l'ascia Leviatano nelle mani di Kratos, ma se era già in possesso dell'ascia non accadeva nulla. Ora permette al giocatore di fare uso dell'abilità caratteristica dell'arma, la quale, indipendentemente dall’arma equipaggiata, scatena un potente attacco magico di fuoco o ghiaccio.
Nel gioco precedente lo scudo era impiegato solo per bloccare ed eseguire attacchi minori parando. In Ragnarök lo scudo è stato rinnovato per una maggiore versatilità. Ora ci sono diversi tipi di scudo che possono essere ottenuti e utilizzati in modo offensivo o difensivo. Per esempio, lo Scudo Impavido consente di poter attaccare quando il tempo di parata è corretto, Kratos colpisce con lo scudo un nemico che, scagliandolo via, può stordire gli altri avversari. Diversamente lo Scudo Muro di pietra è più difensivo, utilizzandolo può aumentare la sua energia cinetica, che una volta caricata completamente, scaraventandolo sul terreno, emetterà una grande onda di energia che respinge gli avversari. Altri scudi con abilità differenti possono essere ottenuti nel corso del gioco. Quando non è in uso, lo scudo si ripiega e appare come un vambrace nell'avambraccio sinistro di Kratos.
Come nel gioco precedente, mentre si assume il controllo di Kratos, Atreus fornisce assistenza con l'intelligenza artificiale, aiutandolo in combattimento, esplorazione e risolvendo enigmi. Il giocatore può controllare passivamente Atreus indicando dove scoccare le sue frecce con il suo arco Artiglio, ma anche evocando animali spettrali magici per ulteriore assistenza in battaglia. Inoltre le abilità di Atreus sono state migliorate per riflettere la crescita del personaggio. Può effettuare combo concatenate più lunghe, iniziare uno scontro prima di Kratos e le sue abilità magiche sono state ampliate.
Durante alcune missioni della storia, quando Atreus se ne va da solo senza Kratos, il giocatore ne assume il controllo completo. La modalità di gioco è simile a Kratos nella quale ha combattimenti a distanza ravvicinata con il suo arco o scoccando frecce negli attacchi a lungo raggio. Inoltre possiede frecce magiche speciali, può creare uno scudo con la magia ed evocare animali spettrali magici per assisterlo in combattimento. Atreus può anche trasformarsi in lupo per infliggere enormi danni.

## Sviluppo
Un sequel di God of War fu anticipato al termine del gioco; finendo con l’incombente Ragnarök, un finale segreto che mostra una visione del dio Æsir Thor che affronta Kratos e Atreus al termine del Fimbulwinter. Sebbene non avesse ufficialmente annunciato un nuovo gioco, Cory Barlog, il direttore del gioco, confermò che il capitolo del 2018 non sarebbe stato l’ultimo gioco di Kratos, e fu in seguito rivelato che futuri giochi continueranno con l'ambientazione norrena e includono Atreus. Nell'aprile 2019 un teaser in forma di tema dinamico per PlayStation 4, raffigurava una runa sul fianco della barca di Kratos e Atreus che traducendola diventava "il Ragnarök sta arrivando". Per celebrare il primo anniversario del precedente gioco, Barlog postò una discussione su Twitter con immagini e dichiarazioni riguardo al processo di sviluppo; alcuni fan notarono che la prima lettera di ogni tweet formava la frase "Ragnarök is coming". Durante lo Showcase di PlayStation 5 nel 2020 il 16 settembre, un nuovo God of War fu annunciato ufficialmente per una uscita nel 2021 sulla nuova console. Il breve trailer, doppiato dall'attore di Kratos Christopher Judge, non solo rivelò il titolo del sequel, ma come i precedenti teaser, indicava che "Il Ragnarök sta arrivando". La tagline implicava che questo era l’inizio del Ragnarök nell’universo di God of War.
Nell'evento PlayStation Showcase 2021, il primo trailer gameplay del gioco è stato mostrato, presentando una modalità di gioco simile al precedente capitolo, inoltre Kratos e Atreus utilizzano una slitta trainata da lupi per attraversare terreni innevati. È stato confermato che tutti i nove regni della mitologia norrena potranno essere esplorati; il gioco precedente permetteva l'accesso a soli sei regni, con Asgard, Vanaheim e Svartalfheim inaccessibili.
Il 7 ottobre 2022 Santa Monica ha annunciato che il gioco era pronto per la pubblicazione. Inoltre, è stato rivelato che otto ulteriori studi hanno contribuito allo sviluppo di Ragnarök, inclusi i PlayStation Studios Creative Arts, Valkyrie Entertainment, Bluepoint Games, Red Hot, Super Alloy, Jetpack Interactive, Super Genius e Original Force. Il preciso contributo di ogni studio non e stato reso noto, eccetto per Super Alloy, che ha lavorato nella motion capture.

## Pubblicazione
God of War Ragnarök è disponibile dal 9 novembre 2022 per PlayStation 4 e PlayStation 5. I giocatori che acquistano la versione PS4 possono aggiornare alla versione PS5 con un supplemento di €10. In aggiunta all’edizione standard digitale e fisica del gioco, sono presenti due edizioni da collezione: la "Jötnar Edition" e la "Collector's Edition". Il pre-ordine per tutte le versioni è stato aperto il 15 luglio 2022.
Separatamente è disponibile un controller DualSense in edizione limitata a tema Ragnarök per PS5. Inoltre un bundle che include la console PS5, un controller DualSense e una versione del gioco standard è uscito il 9 novembre 2022.
Il 5 aprile 2023 è stata aggiunta una modalità nuova partita plus. I giocatori devono completare il gioco prima di accedere alla modalità. L'esperienza e il precedente equipaggiamento sarà trasferito nella nuova partita plus, il quale incrementa il livello massimo e aggiunge nuovi equipaggiamenti e incantesimi, così come nemici più impegnativi da sconfiggere. Il 7 dicembre 2023, durante i Game Awards, è stato annunciato un contenuto scaricabile (DLC) gratuito intitolato Valhalla, disponibile dal 12 dicembre seguente, che funge da epilogo per Ragnarök. Valhalla segue Kratos e Mímir in una serie di sfide nel Valhalla, le quali utilizzano elementi del genere roguelite. Il DLC introduce nuovi nemici, così come quelli dell'epoca greca, come i ciclopi.
In occasione del 20° anniversario di God of War, il 20 marzo 2025 è stato pubblicato un aggiornamento che include la collezione "Odissea oscura" con nuovi aspetti per armi e scudi e nuove armature per Kratos, Atreus e Freya. La patch introduce inoltre la possibilità di usare la funzione "Modifica aspetto" su armi e scudi di Kratos.

## Colonna sonora
God of War Ragnarök (Original Soundtrack) è stata pubblicata il 9 novembre 2022, da Sony Classical ed è inclusa nelle edizioni speciali del gioco. È stata composta interamente da Bear McCreary, di ritorno dal precedente capitolo. La colonna sonora vede la cantante faroense Eivør Pálsdóttir nelle tracce "God of War Ragnarök", "Holding On", "Svartalfheim", "Pull of the Light", e "Remembering Faye".
L'artista del folk irlandese Hozier è l'interprete nella traccia, "Blood Upon the Snow", la quale rappresenta il suo primo contributo in una colonna sonora per un videogioco. Hozier era particolarmente interessato nel lavorare sul brano e nel maturare il mezzo delle arti digitali. He was also familiar with McCreary's other works. Due to Hozier being signed with Sony's Columbia Records in the United States, he was approached by Sony to contribute to Ragnarök. Per aiutarlo nella composizione, il game director Eric Williams ha introdotto a Hozier l'arco narrativo dei personaggi di Kratos e Atreus. Hozier è stato inspirato dalla natura e dal mondo naturale. Paolo Ragusa di Consequence ha descritto il brano come "un audace, numero cinematografico che colpisce tutte le tematiche di God of War: Ragnarök, e trova che Hozier usi il suo tipico timbro vellutato per evocare sia tenerezza che stupore".
1. God of War Ragnarök (feat. Eivør) – 4:34
2. A Son's Path – 3:30
3. The Hand of Odin – 4:24
4. Giantess of Ironwood – 4:22
5. Huldra Brothers – 4:47
6. Holding On (feat. Eivør) – 3:33
7. Svartalfheim (feat. Eivør) – 5:13
8. Pull of the Light (feat. Eivør) – 1:44
9. Alfheim – 6:07
10. Jotunheim – 4:37
11. Grýla – 3:02
12. Whispered Souls – 4:11
13. Vanaheim – 7:34
14. The Hidden Beast – 4:11
15. To Forgive or to Kill – 4:26
16. Asgard – 3:39
17. Muspelheim and Nilfheim – 3:44
18. Midgard – 3:50
19. The Mermaid – 2:55
20. Remembering Faye (feat. Eivør) – 2:40
21. Return to Helheim – 2:43
22. The Hammer of Thor – 3:22
23. The Mask – 2:24
24. Ragnarök – 5:14
25. The All-Father – 3:53
26. Raeb's Lament – 4:24
27. Letting Go – 9:25
28. Blood Upon the Snow (feat. Hozier) – 4:31

Durata totale: 118:59

## Doppiaggio
Il doppiaggio italiano è stato eseguito presso la Local Transit.
| Personaggio   | Doppiatore originale | Doppiatore italiano   |
| ------------- | -------------------- | --------------------- |
| Kratos        | Christopher Judge    | Pierluigi Astore      |
| Atreus (Loki) | Sunny Suljic         | Leonardo Della Bianca |
| Freya         | Danielle Bisutti     | Alessandra Cassioli   |
| Mímir         | Alastair Duncan      | Franco Mannella       |
| Brok          | Robert Craighead     | Roberto Stocchi       |
| Sindri        | Adam Harrington      | Massimiliano Alto     |
| Odino         | Richard Schiff       | Antonio Palumbo       |
| Thor          | Ryan Hurst           | Dario Oppido          |
| Angrboða      | Laya De Leon Hayes   | Vittoria Bartolomei   |
| Týr           | Ben Prendergast      | Gabriele Sabatini     |
| Laufey        | Deborah Ann Woll     | Chiara Colizzi        |
| Durlin        | Usman Ally           | Stefano Mondini       |
| Ratatoskr     | SungWon Cho          | Luigi Ferraro         |
| Freyr         | Brett Dalton         | Fabrizio De Flaviis   |
| Thrúd         | Mina Sundwall        | Veronica Benassi      |
| Lúnda         | Milana Vayntrub      | Sara Labidi           |
| Birgir        | Jim Pirri            | Gianluca Tusco        |
| Beyla         | Morla Gorrondona     | Laura Romano          |
| Byggvir       | Daniel Kountz        |                       |
| Grýla         | Debra Wilson         |                       |
| Heimdall      | Scott Porter         | Manuel Meli           |
| Sif           | Emily Rose           | Daniela Calò          |
| Skjöldr       | AJ LoCascio          |                       |
| Verðandi      | Emily O'Brien        | Marta Altinier        |
| Skuld         | Shelby Young         | Sara Labidi           |
| Urðr          | Kate Miller          | Laura Romano          |
| Hildisvíni    | James C Mathis III   | Fabrizio Russotto     |
| Surtr         | Chris Browning       | Roberto Fidecaro      |
| Sigrún        | Misty Lee            | Marta Altinier        |
| Hrist         | Erica Lindbeck       |                       |
| Mist          | Mara Junot           |                       |
| Gná           | Evanne Friedmann     |                       |

## Accoglienza

### Critica
| Testata                             | Versione   | Giudizio |
| ----------------------------------- | ---------- | -------- |
| Metacritic (media al 21 marzo 2025) | PS5        | 94/100   |
| Metacritic (media al 21 marzo 2025) | PC         | 90/100   |
| Metacritic (media al 21 marzo 2025) | PS4        | N/A      |
| OpenCritic (media al 21 marzo 2025) | collettivo | 97/100   |
| Destructoid                         | PS5        | 9/10     |
| Game Informer                       | PS5        | 9,5/10   |
| Famitsu                             | PS5        | 36/40    |
| GameSpot                            | PS5        | 9/10     |
| GamesRadar+                         | PS5        | [ 40 ]   |
| IGN                                 | PS5        | 10/10    |
| Jeuxvideo.com (FRA)                 | PS5        | 19/20    |
| Multiplayer.it (ITA)                | PS5        | 9/10     |
| VG247                               | PS5        | [ 44 ]   |

God of War Ragnarök ha ricevuto il "plauso universale", secondo l'aggregatore di recensioni Metacritic. Il gioco è stato apprezzato per la narrazione, i personaggi, la grafica, l’ideazione dei livelli e un generale miglioramento della modalità di gioco rispetto al suo predecessore. La maggior parte dei recensori era concorde sul fatto che ha eccelso in quasi ogni aspetto sul precedente capitolo ed è stata una degna conclusione dell’era norrena per la serie. Eurogamer ha recensito il gioco su PS5 descrivendolo gigantesco, eccessivo e meravigliosamente assurdo e in definitiva Raccomandato ai giocatori. Le riviste Time e Hardcore Gamer hanno eletto God of War Ragnarök come il miglior videogioco del 2022.

### Vendite
La versione PlayStation 5 di God of War Ragnarök è stata la terza più venduta al dettaglio durante la sua prima settimana di uscita in Giappone, con 29,377 copie fisiche. La versione PlayStation 4 invece, è stata la sesta più venduta nel Paese nella stessa settimana, con 11,260 copie fisiche. Nel Regno Unito, sebbene l’esatto numero di vendite non sia stato rivelato, è stato riportato che Ragnarök ha venduto più copie fisiche nel suo primo giorno che ogni altro precedente titolo di God of War nella loro prima settimana, con l'82% del totale su PS5 e il 18% su PS4. Inoltre, ha venduto il 51% in più nella prima settimana rispetto al capitolo precedente.
Ragnarök è stato il gioco first-party più venduto nella storia di PlayStation con 5,1 milioni di copie nella sua prima settimana di disponibilità. Il 1º febbraio 2023 Santa Monica Studio ha annunciato che il gioco ha raggiunto le 11 milioni di copie vendute.

### Riconoscimenti
Ai Golden Joystick Awards 2020, il gioco ha ricevuto il premio per gioco più atteso. Lo stesso anno gli è stato assegnato il premio per il gioco più atteso dal PlayStation Blog. È stato nominato gioco più atteso ai The Game Awards nel 2020 e nel 2021. Vari media avevano incluso il sequel nelle loro liste come gioco più atteso del 2021, prima del rinvio all’anno seguente. Il gioco ha ricevuto dieci candidature ai The Game Awards 2022, inclusi videogioco dell'anno e miglior direzione videoludica, vincendone sei. Il gioco, inoltre, ha vinto due premi (Videogioco dell'anno e Miglior narrativa) ai Titanium Awards, sei premi (tra cui Miglior gioco dell'anno votato dal pubblico) ai British Academy Video Games Awards, sette premi (tra cui Adventure Game of the Year) ai D.I.C.E. Awards e quattordici premi ai Game Audio Network Guild Awards.
- 2022 – Titanium Awards[65][66]
  - Videogioco dell'anno
  - Miglior narrativa
  - Candidatura per la miglior progettazione di un videogioco
  - Candidatura per la miglior direzione artistica
  - Candidatura per la miglior direzione sonora
- 2022 – Golden Joystick Awards[67]
  - Candidatura per il videogioco dell'anno
  - Candidatura per la miglior interpretazione a Christopher Judge
- 2022 – The Game Awards[59][60]
  - Miglior narrativa
  - Miglior colonna sonora a Bear McCreary
  - Miglior montaggio sonoro
  - Miglior interpretazione a Christopher Judge
  - Miglior videogioco d'avventura dinamica
  - Innovazione nell'accessibilità
  - Candidatura per il videogioco dell'anno
  - Candidatura per la miglior direzione videoludica
  - Candidatura per la miglior direzione artistica
  - Candidatura per la miglior interpretazione a Sunny Suljic
- 2023 – British Academy Video Games Awards[68]
  - Migliore animazione a Bruno Velazquez, Erica Pinto, Mehdi Yssef
  - Miglior sonoro a Jodie Kupsco, Michael Kent, Sean LaValle
  - Miglior colonna sonora a Bear McCreary, Keith Leary, Peter Scaturro
  - Miglior gioco dell'anno EE (voto del pubblico)
  - Miglior interpretazione protagonista a Christopher Judge (Kratos)
  - Miglior interpretazione non protagonista a Laya Deleon Hayes (Angrboða)
  - Candidatura per il miglior gioco
  - Candidatura per la miglior direzione artistica
  - Candidatura per il miglior game design
  - Candidatura per la miglior storia
  - Candidatura per la miglior realizzazione tecnica
  - Candidatura per la miglior interpretazione protagonista a Sunny Suljic (Atreus)
  - Candidatura per la miglior interpretazione non protagonista a Adam J. Harrington (Sindri)
  - Candidatura per la miglior interpretazione non protagonista a Danielle Bisutti (Freya)
  - Candidatura per la miglior interpretazione non protagonista a Ryan Hurst (Thor)
- 2023 - Japan Game Awards[69]
  - Premio per l'eccellenza
- 2024 – Grammy Award[70]
  - Candidatura alla miglior colonna sonora per videogiochi e altri media interattivi
- 2024 – Steam Awards[71]
  - Miglior gioco su Steam Deck
- 2025 – Grammy Award[72]
  - Candidatura alla miglior colonna sonora per videogiochi e altri media interattivi (DLC Valhalla)